# Czitor Attila
Czitor Attila (Kecskemét, 1982. július 1. –) magyar színész.

## Életpályája
Kecskeméten született, 1982. július 1-én. Középiskolai tanulmányait is itt végezte, ekkor kezdett diákszínjátszással foglalkozni. Részt vett Zalaszentgróton a nyári színjátszótáborban, melynek vezetői Gáspár Tibor és Merő Béla voltak. A Veszprémi Egyetem színháztörténeti szakán tanult két évig, majd 2002-ben jelentkezett és felvételt nyert a békéscsabai Fiatal Színházművészeti Szakközépiskolába, ahol Kovács Edit és Jancsik Ferenc voltak a mesterei. 2004-től szerepelt a színház előadásaiban. Miután végzett, a békéscsabai társulat tagja lett, rendezőasszisztensként kezdett dolgozni. 2014-től a Békéscsabai Jókai Színház színművésze.
2022-2025 között a Színház- és Filmművészeti Egyetem drámainstruktor szakos hallgatója.

## Fontosabb színházi szerepei
- William Shakespeare: Rómeó és Júlia... Benvolio (Montague unokaöccse, Rómeó barátja)
- William Shakespeare: Lóvátett lovagok... Don Adriano de Armando (hóbortos spanyol)
- William Shakespeare: Lear király... Edgar (Gloucester gróf fia)
- William Shakespeare: Tévedések vígjátéka... Második kereskedő (Angelo hitelezője)
- Henrik Ibsen: A vadkacsa... Molvik (volt teológus)
- Friedrich Schiller: Stuart Mária... Shrewsbury grófja
- Henrik Ibsen: Hallstatt... Honza
- Friedrich Dürrenmatt: Az öreg hölgy látogatása... Ill fia
- Tennessee Williams: Üvegfigurák... Tom Wingfield (a fia)
- John Steinbeck: Egerek és emberek... Slim
- Bertolt Brecht - Kurt Weill: Koldusopera... Horgasujjú Jakab
- Ion Luca Caragiale: Az elveszett levél... a részeges polgár
- Stendhal: Vörös és fekete... De Croisenois (léhűtő)
- Alexandre Dumas: Monte Cristo grófja... Napoleon
- Csokonai Vitéz Mihály: Az özvegy Karnyóné és a két szeleburdiak... Samu
- Jókai Mór: A kőszívű ember fiai... Jenő
- Katona József: Bánk bán... Ottó
- Móricz Zsigmond – Miklós Tibor – Kocsák Tibor: Légy jó mindhalálig... Felnőtt Nyilas Misi (filmen)
- Mikszáth Kálmán – Zalán Tibor: A beszélő köntös... Lestyák Mihály – hol Kecskemét főbírája, hol nem
- Molnár Ferenc: Az üvegcipő... Császár Pál
- Molnár Ferenc: Liliom... Ficsúr
- Örkény István: Tóték... Őrnagy
- Sütő András: Advent a Hargitán... Gábor (Zetelaki Dániel fia)
- Weöres Sándor: Bóbita-fantáziák... Mala
- Szép Ernő: Lila ákác... Majmóczy
- Bartus Gyula: Életek árán... Angyal István
- Zalán Tibor: Patt Lenn... Az egyszeri bíró
- Rákosi Viktor – Nemlaha György: Elnémult harangok... Simándy Pál
- Kálmán Imre: Csárdáskirálynő... Endrei
- Farkas Ferenc: Csínom Palkó... Koháry Gróf (császári marsall
- Georges Feydeau: Bolha a fülbe... Camille Chandebise
- Neil Simon: Mezitláb a parkban... Paul Bratter (a férje)
- Arisztophanész – Hamvai Kornél – Nádasdy Ádám: Lüzisztraté... Galaxidórosz (közgazdász)
- Szomor György – Szurdi Miklós – Valla Attila: Diótörő és Egérkirály... Egér báró
- Szente Béla – Gulyás Levente: Rigócsőr Király... Gábor, szögedi király
- Orbán János Dénes: Szabadság, kolbász, szerelem... Péter, a szent; másik garabonciás
- Arni Ibsen: Mennyország... Tryggvi (Gudjon barátja)
- Anthony Marriott – Alistair Foot: Csak semmi szexet kérem, angolok vagyunk!... Peter Hunter, az Egyesült Királyi Nemzeti Bank fiókvezetője
- Ivan Kušan – Tasnádi István: Balkán kobra... Borisz Mozsbolt
- Maurice Hennequin – Pierre Veber: Törvénytelen randevú... Octave Rosimond, kabinetfőnök
- Dario Niccodemi: Hajnalban , délben, este... Mario
- Greifenstein János: A kiskakas gyémánt félkrajcárja... Török Császár
- David Ives: Vénusz nercben... Tamás
- David Yazbek: Alul semmi... Teddy Slaughter, Pam élettársa
- Wass Albert: Tizenhárom almafa... Magyar tiszt; Adószedő; Fiatalember; Tizedes; Bőrkabátos
- Leonard Gershe: A pillangók szabadok... Don Baker
- Ken Kesey – Dale Wasserman: Kakukkfészek... Billy Bibbit
- Koltay Gábor – Koltay Gergely – Kormorán együttes: Trianon... Fiatal költő

## Filmek, tv
- William Shakespeare: Lear király (színházi előadás tv-felvétele)
- Friedrich Schiller: Stuart Mária (színházi előadás tv-felvétele, 2011)
- A kör négyszögesítése (2013)
- Katona József: Bánk bán (színházi előadás tv-felvétele, 2016)

## Rendezései
- Mikó Csaba: Kövérkirály
- Podmaniczky Szilárd: Próbafeltámadás-feltámadáspróba (felolvasószínház)
- William Shakespeare: Lóvá tett lovagok (Tege Antallal közösen)
- Csokonai Vitéz Mihály: Dorottya, vagyis a dámák diadalma a fársángon
- Kocsis István: Árva Bethlen Kata (Az újrakezdő)

## Díjai
- Évad Színművésze díj (2015)
- Gálfy László-Gyűrű díj (2018)
- Magyar Ezüst Érdemkereszt (2022)